# Megachile bombiformis
Megachile bombiformis är en biart som beskrevs av Carl Eduard Adolph Gerstäcker 1857. Megachile bombiformis ingår i släktet tapetserarbin, och familjen buksamlarbin. Inga underarter finns listade i Catalogue of Life.